# The Notorious K.I.M
The Notorious K.I.M es el segundo álbum de estudio de la rapera, compositora, cantante y modelo estadounidense Lil' Kim, lanzado el 27 de junio de 2000 bajo los sellos Atlantic Records, y Queen Bee Entertainment. Debutó en la posición #4 del Billboard 200 tras vender 230.000 copias en su primeras semana y fue #1 de la lista Top R&B/Hip-Hop Albums. The Notorious K.I.M fue certificado platino por la RIAA el 2 de agosto tras vender 1.4 millones en Estados Unidos y ha vendido alrededor de 5 millones de copias a nivel mundial siendo su segundo álbum más exitoso detrás de su debut Hard Core
El álbum generó dos sencillos que tuvieron un éxito moderado en los charts de Billboard. El sencillo principal "No Matter What They Say" alcanzó la posición #60 del Billboard Hot 100 y #15 en el chart de Hot R&B/Hip-Hop Songs. El segundo y último sencillo "How Many Licks?" en colaboración con el cantante R&B Sisqó llegó a la posición #75 del Billboard Hot 100

## Título y Producción
En una entrevista para la revista Blackbook en 1999, Kim dijo que ella tenía pensado titular al álbum como Queen Bitch, el título de una canción de su álbum Hard Core pero decidió no hacerlo debido a que Missy Elliott había utilizadó el nombre de She's a Bitch y no quería que nadie lo confundiera En dedicación al fallecido The Notorious B.I.G, Kim se le ocurrió hacerle un homenaje a lo que llamó a su disco The Notorious K.I.M Sentí el espíritu de Biggie mientras trabajaba en este álbum. Pensé que era un título perfecto para el álbum. También, soy conocida en una manera notoria, mi estilo y letras. He sido conocida de una manera notoria a través de los años dijo Kim para la revista Jet Magazine.

Este álbum para mí es más creativo y más versátil que mi anterior álbum. Creo que eso es lo que la gente ha estado buscando. Toda mi imagen, para mí, la razón por la que salí con 'Hard Core', la cosa sexy, era para hacerme diferente de todas las otras raperas que estaba fuera. Eso es exactamente lo que estoy tratando de hacer ahora, es diferenciarme, porque ahora tenemos un montón de raperos haciendo lo mismo que hice cuando salí por primera vez. Lo que estoy tratando de hacer es separarme de nuevo de los raperos que están fuera ahora.

—Lil' Kim, MTV News
En una entrevista del 2000, Kim dijo que intentó colaborar con los productores de su disco anterior Hard Core pero ella no estaba satisfecha con los resultados. Algunos de los productores que trabajé, ellos simplemente no sabían lo que yo quería, así que trabaje con nuevos productores esta vez y les expliqué que era lo que yo quería Dijo Lil' Kim para MTV.  Production for the album was handled primarily by Mario "Yellowman" Winans, Fury, Richard "Younglord" Frierson, Rated R, Rockwilder, Darren "Limitless" Henson, Shaft, Kanye West, and Timbaland.

## Sesión de fotos y Portada
La sesión de fotos para el álbum fue realizada por David LaChapelle. La portada del álbum originalmente fue pensada para ser una foto de Lil' Kim desnuda y cubierta de logotipos de Louis Vuitton pero el entonces editor en jefe de la revista Interview, Ingrid Sischy, vio el cuadro en una exposición de la galería de la obra de LaChapelle e insistió en que se utilizaría para la revista. Y finalmente la imagen original fue utilizada para la revista Interview en 1999

## Demora
En el verano de 1999, 12 canciones de The Notorious K.I.M estaban ampliamente disponibles a través de servicios de intercambio de archivos de Internet y puntos de descargas piratas. Como resultado, Kim regresó al estudio de grabación y grabó 11 canciones en tres semanas. El lanzamiento del set se retrasó de varias fechas programadas - el 17 de agosto y el 9 de noviembre de 1999, y el 25 de abril de 2000 debido a contrabando y problemas legales relacionados con su sello discográfico. En una declaración a Entertainment Weekly, Kim explicó: "Quería sacar el mejor álbum posible para mis fans, y necesitaba más tiempo en el estudio para hacer esto". Sean "Puffy" Combs también explicó: "Soy un perfeccionista y Kim también, y sólo pondremos el álbum cuando sea correcto".

## Sencillos
- «No Matter What They Say» es el primer sencillo del álbum, fue lanzada el 28 de mayo de 2000. Llegó a la posición #60 del Billboard Hot 100 en Reino Unido a la posición #35 en UK Official Charts, en Japón en la posición #30 y en la posición #6 del Billboard Hot Rap Tracks. El sencillo ha vendido 300 mil copias en Estados Unidos.

- «How Many Licks?», con Sisqó, es el segundo y último sencillo del álbum, fue lanzada el 1 de julio del 2000. Tuvo un éxito moderado debido a su alto contenido explícito, llegó a la posición #75 del Billboard Hot 100, #36 del Billboard Hot R&B/Hip-Hop Songs y en Alemania llegó a la posición #58. Ha vendido más de 640,000 copias en Estados Unidos.

### Sencillos Promocionales
Hold On en colaboración con la cantante R&B Mary J. Blige fue el primer y único sencillo promocional del disco y sólo estuvo disponible en las radios de Estados Unidos.

## Recepción por los Críticos
The Notorious K.I.M. recibió críticas mixtas por parte de los críticos profesionales de música. Slant Magazine comentó acerca del álbum "combina los elementos esenciales del hip-hop, sexo, armas, drogas, y dinero – con una extraña sensación de vulnerabilidad," y declara su canción "Hold On" como un "temotivo homenaje al fallecido rapero". Cinquemani dijo "a pesar de aventuras en el territorio solemne y pandillero del rap, el álbum continúa por el camino de Kim hacia la liberación sexual femenina." Devon Powers de PopMatters llamó etiqueto al álbum como "exagerado", afirmando "que ha exagerado en este álbum es el campamento. ella casi se ha convertido en una caricatura de sí misma" y dice que "incluso sus aditamentos a Biggie pierden su sentimentalismo por ser demasiado fácilmente comerciales y convenientes".

## Recepción comercial
The Notorious K.I.M debutó en la posición #4 del Billboard 200 tras vender más de 230.000 copias en su primera semana vendiendo casi el triple que su anterior disco Hard Core que vendió 78.000 copias en su primera semana El álbum paso medio año en la lista (25 semanas) y llegó al #1 de la lista de álbumes Top R&B/Hip-Hop Billboard siendo su primer álbum en llegar a dicho puesto. Debido al masivo éxito que obtuvo en Lady Marmalade (Quien fue en colaboración con Christina Aguilera, Mya y P!nk) el álbum reingreso a la lista Billboard 200 el 1 de junio de 2001 y paso 12 semanas dentro, acumulando 37 semanas en total en esa lista. El álbum fue certificado platino por la RIAA Tras vender 1.400.000 en Estados Unidos y 5.100.000 a nivel mundial.
En Reino Unido Oficial Charts, el álbum debutó en la posición #67 y paso 11 semanas adentro, el álbum entró al chart mundial y llegó a la posición #99 duro 2 semanas dentro. En Canadá llegó a la posición #25 y en Alemania al #76.

## Lista de canciones
- The Notorious K.I.M

| N.º | Título                                                    | Escritor(es) | Producer(s)                  | Duración |  |
| 1.  | «Lil' Drummer Boy» (con CeeLo Green, Goodie Mob y Redman) | Lil' Kim     | Sean "Puffy" Combs           | 4:31     |  |
| 2.  | «Custom Made (Give It to You)»                            | K. Jones     | Fury                         | 3:06     |  |
| 3.  | «Who's Number One?»                                       | K. Jones     | Richard "Younglord" Frierson | 3:13     |  |
| 4.  | «Suck My Dick»                                            | K. Jones     | Rated R                      | 4:03     |  |
| 5.  | «Single Black Female» (con Mario "Yellowman" Winans)      | K. Jones     | Winans                       | 4:14     |  |
| 6.  | «Revolution» (con Grace Jones and Lil' Cease)             | K. Jones     | Winans                       | 4:54     |  |
| 7.  | «How Many Licks?» (con Sisqó)                             | K. Jones     | Winans                       | 3:43     |  |
| 8.  | «The Notorious K.I.M»                                     | K. Jones     | Rockwilder                   | 3:39     |  |
| 9.  | «No Matter What They Say»                                 | K. Jones     | Darren "Limitless" Henson    | 4:16     |  |
| 10. | «She Don't Love You»                                      | K. Jones     | Shaft                        | 3:31     |  |
| 11. | «Queen Bitch Pt. 2» (con Puff Daddy)                      | K. Jones     | Myrick                       | 3:58     |  |
| 12. | «Don't Mess with Me»                                      | K. Jones     | West                         | 4:48     |  |
| 13. | «Do What You Like» (con Junior M.A.F.I.A.)                | K. Jones     | Shaft                        | 5:16     |  |
| 14. | «Off the Wall» (con Lil' Cease)                           | K. Jones     | Winans                       | 4:05     |  |
| 15. | «Right Now» (con Carl Thomas)                             | K. Jones     | Shaft                        | 2:32     |  |
| 16. | «Aunt Dot» (con Lil' Shanice)                             | K. Jones     | Winans                       | 5:25     |  |
| 17. | «Hold On» (con Mary J. Blige)                             | K. Jones     | Myrick                       | 6:06     |  |
| 18. | «I'm Human»                                               | K. Jones     | Winans                       | 4:25     |  |